# Oliver H. Smith
Oliver Hampton Smith, född 23 oktober 1794 nära Trenton, New Jersey, död 19 mars 1859 i Indianapolis, Indiana, var en amerikansk politiker. Han representerade delstaten Indiana i båda kamrarna av USA:s kongress, först i representanthuset 1827-1829, sedan i senaten 1837-1843.
Smith flyttade 1818 till Indiana. Han studerade juridik och inledde 1820 sin karriär som advokat. Han var ledamot av Indiana House of Representatives, underhuset i delstatens lagstiftande församling, 1822-1824. Han arbetade sedan som åklagare 1824-1825. Smith blev 1826 invald i USA:s representanthus. Han kandiderade två år senare utan framgång till omval.
Smith valdes 1837 till senaten som whigpartiets kandidat. Han kandiderade till omval men förlorade mot demokraten Edward A. Hannegan.
Smiths grav finns på Crown Hill Cemetery i Indianapolis.